# 寺島 (長崎県佐世保市)
寺島（てらしま）とは、長崎県佐世保市にある有人島である。

## 地形・交通
- 宇久島・神浦港の西3.5kmにある。
- 宇久島の神浦港から寺島まで市営船「みつしま」が1日5便運航している。所要時間は約10分。

## みどころ
- 「ポットホール（甌穴）」　西海岸のノリ瀬にある。
- 他、東シナ海に沈む夕日。

## 暮らし
- 26世帯、34人。
- 年齢構成は生産年齢人口（15-64歳）15%、老年人口（65歳以上）85%。
- 産業は漁業が100%。

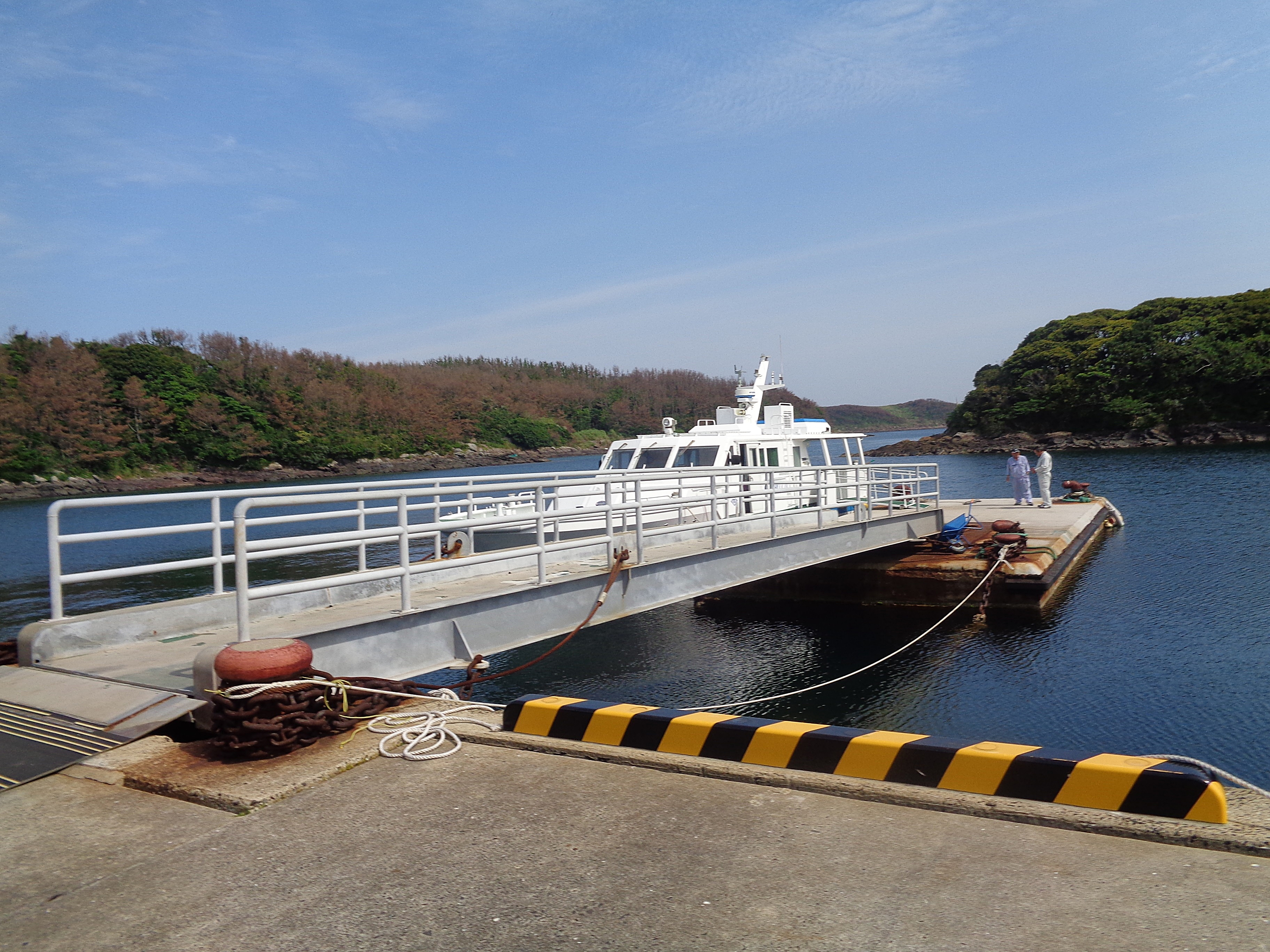
寺島港
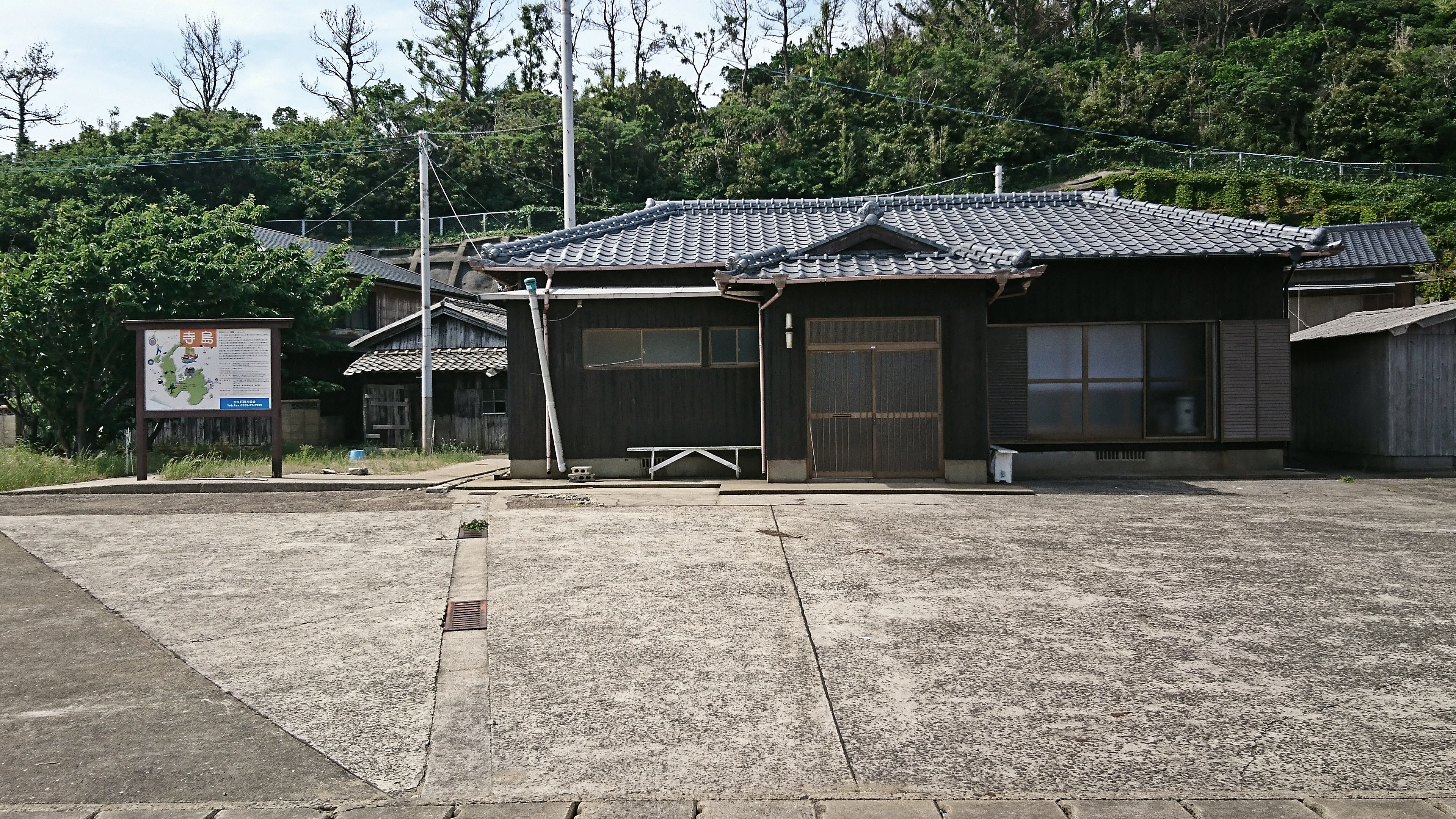
家並み